# Duane Allman
Howard Duane Allman (Nashville, Tennessee, 1946. november 20. – Macon, Georgia, 1971. október 29.) amerikai gitáros. Allmant sok szakértő a világ egyik legjobb gitárosnak tartja, a Rolling Stone magazin is minden idők tíz legjobb gitárosa közé sorolta be. Kiválóan használta a slide-technikát, de a hagyományos módon is szívvel-lélekkel játszott. Elismert stúdiózenész volt, majd megalapította és irányította az Allman Brothers Bandet. Kulcsszerepe volt a Derek and the Dominos egyetlen stúdióalbuma, a Layla and Other Assorted Love Songs felvételében. Beceneve "Skydog" volt.

## Ifjúkora
Apja, Willis Allman az amerikai hadsereg őrmestere volt. Hároméves korában – mialatt családjával a virginiai Norfolk közelében élt – egy december 26-i rablás során egy veterán, akinek apja segíteni próbált, megölte Willist. Geraldine „Mama A” Allman fiaival visszaköltözött Nashville-be. 1957-ben a floridai Daytona Beach-be költöztek.

## Halála
1971. október 29-én 17 óra 44 perckor Duane Allman nagy sebességgel haladt a georgiai Macon főutcáján Harley-Davidson Sportster motorkerékpárjával, amikor egy teherautó kijött elé egy másik utcáról és megállt az útkereszteződésben. Allman megpróbálta elkerülni az ütközést, de elvesztette az uralmát a motorkerékpár fölött. 20:40-kor súlyos belső sérüléseibe belehalt. 24 évet élt.